# Lone Star West Texas Gateway (трубопровід для ЗВГ)
Lone Star West Texas Gateway (трубопровід для ЗВГ) — трубопровід у Техасі, котрий доправляє зріджені вуглеводневі гази (ЗВГ) до узбережжя Мексиканської затоки.
З початком «сланцевої революції» виникла потреба у створенні нових потужностей для транспортування ЗВГ, зокрема, для вивозу їх з басейнів Перміан (суміжні регіони Техасу та Нью-Мексико) і Ігл-Форд (південь Техасу). Як наслідок, у 2012 році ввели в експлуатацію одразу два трубопроводи зі схожим маршрутом — Sand Hills та Lone Star West Texas Gateway, кожен з яких на своєму шляху до узбережжя Мексиканської затоки описує вигнуту на південь дугу, проходячи через район формації Ігл-Форд. Втім, якщо Sand Hills у підсумку сам досягає найбільшого в світі ЗВГ-хабу Монт-Белв'ю (три десятки кілометрів на північний схід від Х'юстона), то Lone Star West Texas Gateway завершується дещо раніше, на майданчику газопереробного заводу Джексон (130 кілометрів на південний захід від Х'юстона), від якого далі прямує трубопровід Justice NGL.
Lone Star West Texas Gateway має довжину 473 милі та виконаний в діаметрі 400 мм. На ньому встановили 11 насосних станцій, котрі дозволяють перекачувати 209 тисяч барелів ЗВГ на добу.